# Antoine-Léonard de Chézy

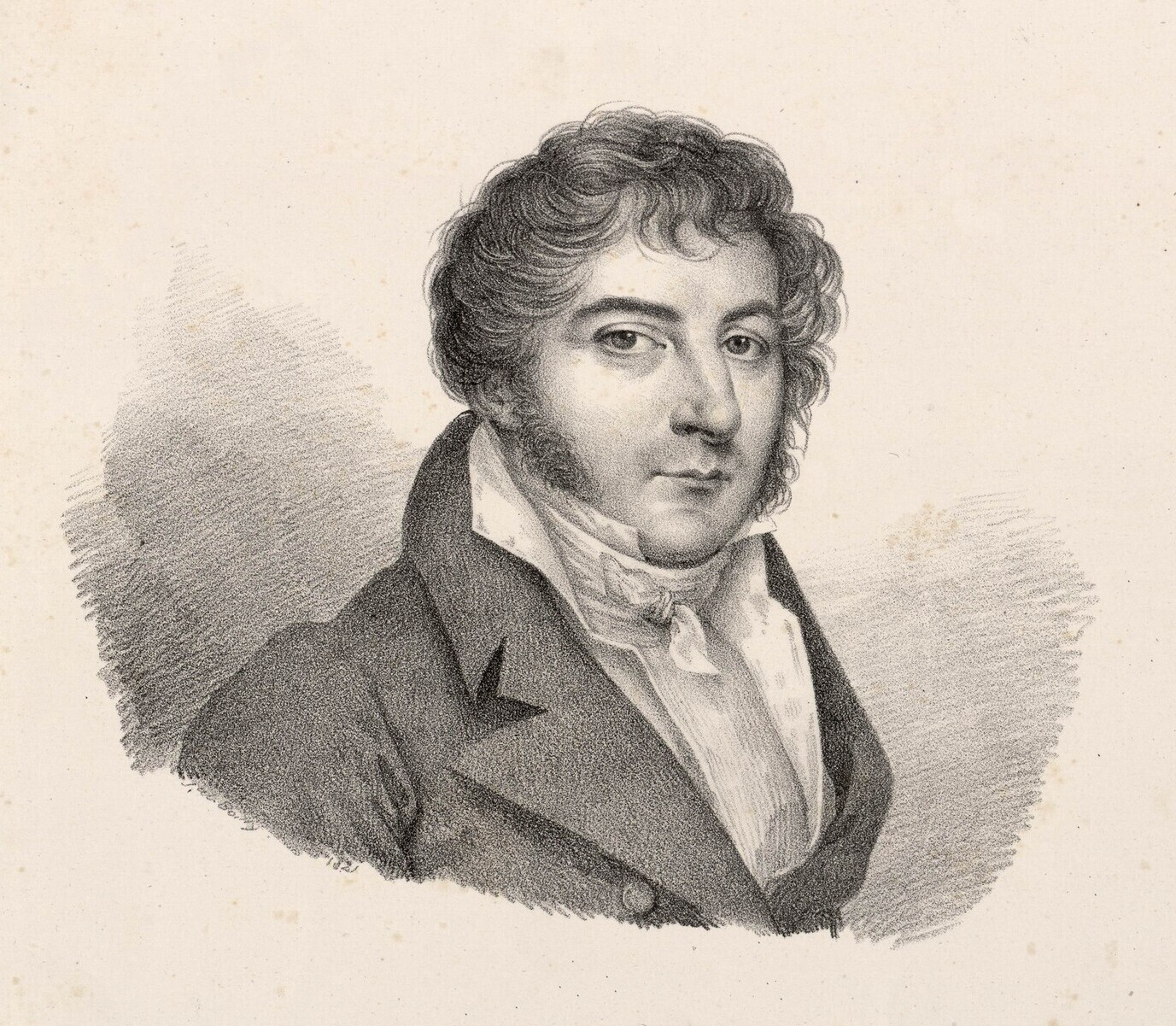
Antoine-Léonard de Chézy.

Antoine-Léonard de Chézy (* 15. Januar 1773 in Neuilly-sur-Seine; † 31. August 1832 in Paris) war ein französischer Orientalist und Mitbegründer der Indologie.

## Leben
1798, noch im Ministerium der auswärtigen Angelegenheiten angestellt, sollte er Napoleon Bonaparte auf dessen Expedition nach Ägypten begleiten, erkrankte aber in Toulon und musste zurückbleiben. Als Konservator der orientalischen Handschriften bei der Nationalbibliothek begann er das Studium des Sanskrit als Schüler unter anderem von Silvestre de Sacy, dem Begründer der Orientalistik. 1814 erhielt er den eigens für ihn geschaffenen ersten europäischen Lehrstuhl für Sanskrit am Collège de France. 1816 wurde er Mitglied der Académie des Inscriptions et Belles-Lettres.
Chézy forschte und lehrte zwar in Paris, war aber eng mit der deutschen Kultur verbunden. Im Pariser Kreis um Schlegel lernte er 1805 die junge Wilhelmine von Klencke kennen, die er 1805 heiratete. Aus der Verbindung gingen zwei Söhne hervor: Wilhelm Theodor von Chézy (geb. 1806) und Max von Chézy (geb. 1808). Die Ehe verlief jedoch unglücklich und scheiterte bald. Bereits 1810 trennte sich seine Frau wieder von ihm. 1809 gab es Pläne zur Gründung eines „orientalischen Magazins“ gemeinsam mit August Wilhelm Schlegel, und er korrespondierte mit Goethe. Berühmte deutsche Schüler Chézys waren unter anderem Franz Bopp, Wilhelm von Humboldt und Friedrich Schlegel.
Aus der Sanskritliteratur gab er im Original mit Übersetzung und Anmerkungen verschiedene Schriften heraus und schrieb über die Metrik des Sanskrits und die indischen Kasten. Sein Hauptwerk ist die von einer französischen Übersetzung begleitete Ausgabe von Kalidasas Drama „Sakuntala“ (Paris 1830), bemerkenswert aber auch seine Erstübersetzung des „Amarusataka“ von Amaru (Paris 1831, unter Pseudonym).
Er verstarb 1832 in Paris an der Cholera.